# Comuna Zakrzewo
Comuna Zakrzewo este o comună (în poloneză: gmina) rurală în powiat Aleksandrów, voievodatul Cuiavia și Pomerania, Polonia.
Comuna acoperă o suprafață de 76,08 km² și are, potrivit datelor din anul 2006, o populație de 3.661.